# 首都医科大学附属北京佑安医院
首都医科大学附属北京佑安医院，创立于1956年，是一所三级甲等综合医院，是首都医科大学第九临床医学院。医院以感染、传染及急、慢性相关性疾病为重点。医院位于丰台区右安门外西头条8号。医院占地面积52250平方米，目前编制床位750张。
佑安医院位于北京右安门原址的西部。